# Thomas-Charles-Auguste Dallery

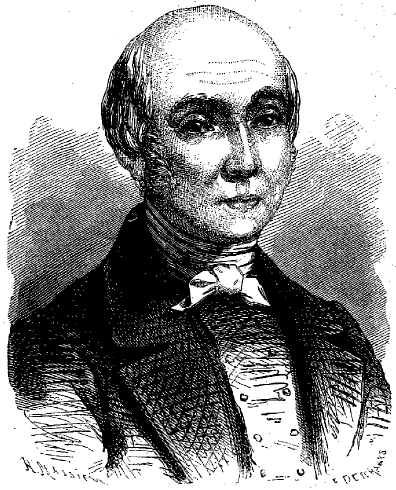
Thomas-Charles-Auguste Dallery (1754–1835) – französischer Ingenieur

Thomas-Charles-Auguste Dallery (* 4. September 1754 in Amiens; † 1. Juni 1835 in Jouy-en-Josas) war ein französischer Ingenieur.
Er entstammt der französischen Orgelbauerfamilie Dallery. Sein Vater, Charles Dallery (1710–1780) stammte aus Amiens. Dessen Neffe Pierre Dallery (1735–1800) baute die Orgel für Notre-Dame in Paris.
Er widmete sich zunächst ebenfalls dem Orgelbau und perfektionierte Schmuck. 1780 erfand er eine Dampfmaschine mit Kesselrohr. Im Dezember 1783 ließ er in Amiens zwei Ballons aufsteigen. Drei Wochen später empfahl Alexander Lapostolle (1749–1830) Steinkohlengas zur Füllung von Luftballonen. 1802 ließ er einen vierrädrigen Dampfwagen mit dem ersten Wechselgetriebe patentieren. 1803 erhielt er ein Patent auf einen dampfgetriebenen Propeller als Schiffsantrieb. Er hatte sich verpflichtet, ein Boot nach diesem Prinzip aufbauen, ruinierte sich aber bei der Durchführung.